# 楊瞻
楊瞻（1491年—1555年），字叔後，號舜原，山西平陽府蒲州人，明朝政治人物。吏部尚書楊博之父。

## 生平
正德十四年（1519年）己卯科山西鄉試第六十一名舉人，授扶溝縣知縣，調扶風縣知縣，升貴州道監察御史，嘉靖十八年（1539年）巡視漕運，十九年（1540年）改大理寺評事，恤刑江北，同年升大理寺右寺副，二十年（1541年）二月出為四川按察司僉事、分巡川北，二十二年（1543年）十二月考察罷職。以子楊博貴，封通議大夫、兵部左侍郎，三十四年（1555年）卒，贈光祿大夫、柱國、少師兼太子太師、吏部尚書，入祀鄉賢祠。

## 家族
祖父楊諶；父楊選。妻田氏（贈一品夫人）。